# Pelle Holmström
Pelle Holmström war ein schwedischer Nordischer Kombinierer.
Holmström, der für IF Friska Viljor startete, gewann 1923 die Schwedischen Meisterschaften in der Nordischen Kombination. Weitere nationale oder internationale Erfolge von ihm sind nicht bekannt.